# Chris Flemmings
Christopher Alexander "Chris" Flemmings (Knoxville, Tennessee, 11 de marzo de 1994) es un baloncestista estadounidense que pertenece a la plantilla del BK Levickí Patrioti de la SBL, la primera división eslovaca. Con 1,96 metros de estatura, juega en la posición de escolta.

## Trayectoria deportiva

### Universidad
Jugó sus dos primeros años de universidad en el Barton College de la División II de la NCAA, en las que promedió 16,0 puntos, 5,7 rebotes, 1,9 asistencias y 1,4 robos de balón por partido, siendo elegido en 2014 Jugador del Año de la Conference Carolinas.
Fue transferido en 2014 a los Seahawks de la Universidad de Carolina del Norte en Wilmington, donde, tras el año de parón que impone la NCAA, disputó dos temporadas más, en las que promedió 16,0 puntos, 5,7 rebotes, 1,4 asistencias y 1,4 robos de balón, siendo incluido en ambas temporadas en el mejor quinteto de la Colonial Athletic Association.

### Profesional
Tras no ser elegido en el Draft de la NBA de 2017, sí lo fue en el Draft de la NBA Development League, en la séptima posición por los Reno Bighorns, siendo transferido esa misma noche a los Maine Red Claws. Tras ser cortado en la pretemporada, fue reclamado por los Raptors 905 el 15 de noviembre, pero únicamente llegó a jugar cuatro partidos, promediando apenas 0,8 puntos.
El 6 de septiembre de 2018 firmó contrato con el ETHA Engomis de la Primera División de Chipre. Allí jugó una temporada como titular, en la que promedió 16,4 puntos y 5,6 rebotes por encuentro. El 2 de mayo, una vez acabada la liga, firmó para el resto de la temporada por el Peristeri B.C. de la A1 Ethniki griega.